# 兵庫県立姫路南高等学校
兵庫県立姫路南高等学校（ひょうごけんりつ ひめじみなみこうとうがっこう）は、兵庫県姫路市大津区天満にある県立高等学校。第4学区に属するが、高砂市の中学校からも通学が可能である。
2025年度より、兵庫県立網干高等学校及び兵庫県立家島高等学校と統合され「兵庫県立姫路海稜高等学校」が開校した。
2027年3月末日（2024年度入学生が卒業）で兵庫県立姫路南高等学校は閉校予定。

## 設置学科
- 全日制課程
  - 普通科

## 沿革
- 1925年（大正14年） - 姫路市立商業補習学校として開校。
- 1940年（昭和15年） - 姫路市立高等家政女学校となる。
- 1948年（昭和23年） - 姫路市桜門高等学校に校名変更。
- 1950年（昭和25年） - 現在地へ移転。
- 1951年（昭和26年） - 兵庫県立姫路南高等学校と校名改称。
- 1958年（昭和33年） - 第40回全国高等学校野球選手権大会に兵庫県代表として出場。
- 1988年（昭和63年） - 文部省（現・文部科学省）から保健体育の指導研究の功績とくに顕著につき表彰される。
- 2022年（令和4年）7月14日 - 兵庫県立網干高等学校と兵庫県立家島高等学校との統廃合が発表される[3]。
- 2022年（令和4年）11月17日 - 2025年度に開校する統合校は兵庫県立姫路南高等学校の校地を使用することが決定[4]。

## 校風
- 教育方針　「心身共に健全でたくましい人づくり」の理念のもと、知・徳・体の調和した人間の育成
- 校訓
  - 時習窮理
  - 自主特性
  - 信義執礼

## 校歌
- 作詞 富田砕花、作曲 信時潔、編曲 赤井かよ。変ロ長調。

## 特色
- 南高生体操と呼ばれる体操が存在したが、2006年に廃止となり、ラジオ体操第1に変更された。
- 部活動などで大きな大会に出場する者達へ向けて送られる、有志による三三七拍子の応援も一つの伝統となっていた。2006年からは手に扇子を持って応援をするなどアレンジを加えたものになった。また新入生に対して、生徒会より三三七拍子の応援が送られるなどという事も伝統になっていたが、2009年度発足の生徒会執行部により廃止された。

### 近年の変化
- 2005年 - 制鞄と補助バッグであったのを少し大きめの一つの鞄に変更する。
- 2006年 - 体操服が変更される。胸元にある姫路南のMマークだけでなく、生地や色など体操服そのものが大きく変更された。
- 2007年 - 45分7時間授業から50分6時間授業に変更された。
- 2009年 - 伝統になっていた生徒会執行部による三三七拍子が、生徒会執行部により廃止された。
- 2010年 - 三年次における授業時間数が週31時間から週32時間に変更された。

## 部活動
近年、コーラス部が2006年に第30回全国高等学校総合文化祭合唱部門に兵庫県代表として出場、2013年には第37回全国高等学校総合文化祭に7年ぶりの出場を決めた。2006年4月に同好会から部に昇格した空手道部が、2007年の全国選抜大会に出場した。2008年3月には男子バレー部が春高バレーにおいてベスト4入りを果たした。2023年3月に空手道部が第42回全国高等学校空手道選抜大会の男子団体組手(5人制)競技に出場。
運動部
- 陸上競技
- 野球
- サッカー
- ソフトボール
- ソフトテニス（男・女）
- バスケットボール（男・女）
- バドミントン（男・女）
- バレーボール（女）
- バトントワリング
- 弓道
- 空手道

文化部
- 放送
- ESS
- 書道
- 茶道・華道
- 箏曲
- コーラス
- 吹奏楽
- 物理
- クッキング
- 演劇

## 著名な卒業生
- seek（Psycho le Cému）
- ぜんじろう
- 種浦マサオ（歌手）
- 切通猛（元プロ野球選手）
- 黒田正宏（元プロ野球選手）
- 加納茂徳（元プロ野球選手）
- 丸尾英司（元プロ野球選手）
- 福田紫妃（バイオリニスト）
- 内海崇（芸人）(ミルクボーイ)